# Gary Kurtz

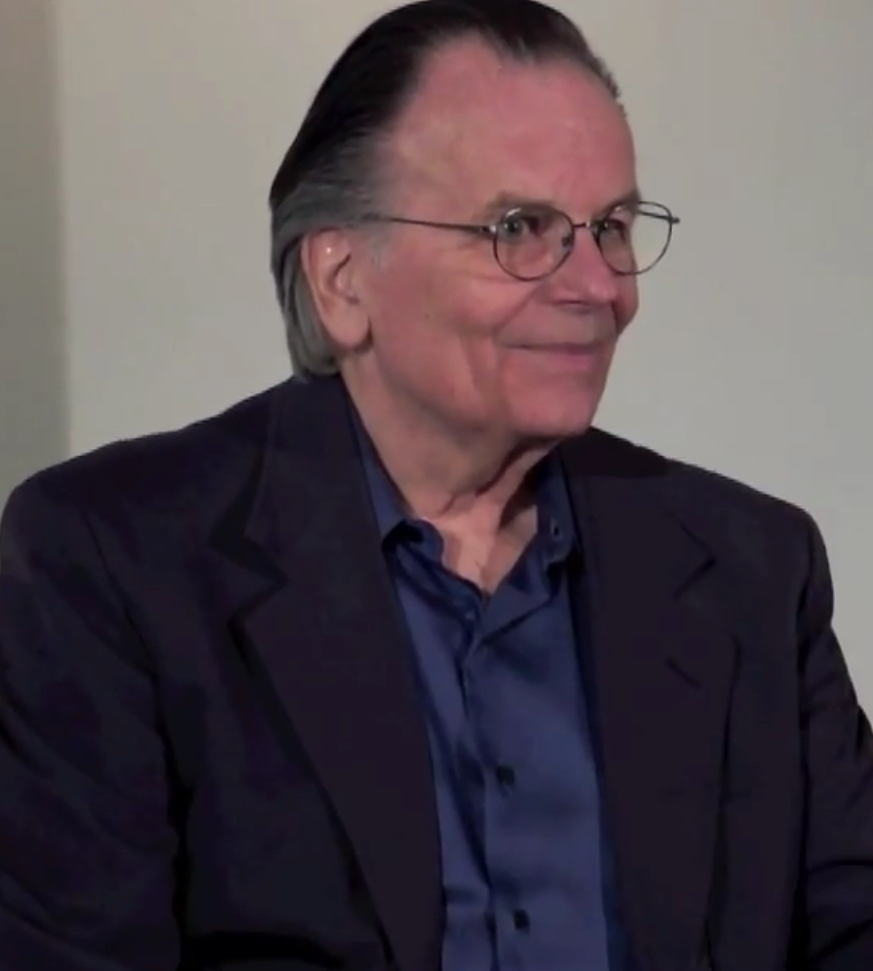
Gary Kurtz in 2012

Gary Kurtz (Los Angeles, 27 juli 1940 - Londen, 23 september 2018) was een Amerikaans filmproducent. Hij werd vooral bekend als de producent van de filmreeks Star Wars.

## Biografie
Hij trouwde drie keer in 1963, 1984 en 2003 en heeft 3 kinderen.

## Erkentelijkheden
- 1973 - Nominatie (met Francis Ford Coppola) voor de Academy Award Best Picture met American Graffiti
- 1973 - Won de Golden Globe Award, categorie Best Motion Picture – Musical or Comedy met American Graffiti
- 1974 - Won Best Film (Kansas City Film Critics Circle) met American Graffiti
- 1974 - Nominatie voor Best Film (New York Film Critics Circle) met American Graffiti
- 1977 - Nominatie voor de Academy Award voor beste film met Star Wars
- 1977 - Nominated for the Golden Globe Award for Best Motion Picture – Drama at the 32nd Golden Globe Awards met Star Wars
- 1977 - Won Best Film (Los Angeles Film Critics Association) met Star Wars
- 1979 - Nominatie Best Film (British Academy of Film and Television Arts) met Star Wars
- 1978 - Won the Best Film (Evening Standard British Film Awards) met Star Wars
- 1978 - Won Best Foreign Language Film (Hochi Film Awards) met Star Wars
- 1979 - Nominatie Best Foreign Language Film (Japan Academy) met Star Wars
- 1978 - Won People's Choice Awards, categorie Favorite Motion Picture met Star Wars.
- 1977 - Won de Hugo Awards, categorie Best Dramatic Presentation met Star Wars.
- 1977 - Won Best Science Fiction Film ( 5th Saturn Awards) met Star Wars.
- 1981 - Won People's Choice Awards, categorie Favorite Motion Picture met The Empire Strikes Back.
- 1980 - Won de Hugo Awards, categorie Best Dramatic Presentation met The Empire Strikes Back
- 1980 - Won Best Science Fiction Film (8th Saturn Awards) met The Empire Strikes Back
- 1982 - Won Best Fantasy Film (10th Saturn Awards) met The Dark Crystal.
- 1983 - Won de Grand Prize (Avoriaz Avoriaz Fantastic Film Festival) met The Dark Crystal.
- 1982 - Nominatie voor de Hugo Awards, categorie Best Dramatic Presentation met The Dark Crystal.
- 1985 - Nominatie Best Fantasy Film (13th Saturn Awards) met Return to Oz.

## Filmografie
- Two-Lane Blacktop (1971), associate producer
- Chandler (1971), associate producer
- American Graffiti (1973), co-producer
- Star Wars (1977), producer (later hernoemd naar A New Hope)
- ''The Empire Strikes Back (1980), producer
- The Dark Crystal (1982), producer
- Return to Oz (1985), executive producer
- Slipstream (1989), producer
- The Thief and the Cobbler (1993), co-producer
- The Steal (1995), producer
- Friends and Heroes (2007), producer
- 5-25-77 (2007), producer
- Resistance (2008) executive producer (TV reeks)
- Gangster Kittens (2016), executive producer